# Medalja Johna Fritza
Medalja Johna Fritza (eng. John Fritz Medal) znanstvena je nagrada koju dodjeljuje Američko udruženje inženjerskih društava. Dodjeljuje se od 1902. godine, odnosno od 80. rođendana američkog znanstvenika Johna Fritza, koji je živio između 1822. i 1913. godine. Dodjeljuje se za iznimna postignuća na području inženjerstva, inženjerske znanosti i industrijskog inženjerstva.

## Dobitnici
Slijedi popis svih dobitnika nagrade u godinama u kojima se ona dodjeljivala.
| - 2015. Jon D. Magnusson - 2014. Julia Weertman - 2013. Gregory Stephanopoulos - 2012. Leslie E. Robertson - 2011. Andrew J. Viterbi - 2010. Gerald J. Posakony - 2009. Yvonne Claeys Brill - 2008. Kristina M. Johnson - 2007. Gavriel Salvendy - 2006. — - 2005. George Tamaro - 2004. John A. Swanson - 2003. Robert S. Langer - 2002. Daniel S. Goldin - 2001. Paul C. W. Chu - 2000. John W. Fisher - 1999. George H. Heilmeier - 1998. Ivan A. Getting - 1997. Arthur E. Humphrey - 1996. George N. Hatsopoulos - 1995. Lynn S. Beedle - 1994. Hoyt C. Hottel - 1993. Gordon E. Moore - 1992. Serge Gratch - 1991. Hunter Rouse - 1990. Gordon A. Cain - 1989. Robert N. Noyce - 1988. Ralph B. Beck - 1987. Ralph Landau - 1986. Simon Ramo - 1985. Daniel C. Drucker - 1984. Kenneth A. Roe - 1983. Claude Elwood Shannon - 1982. David Packard - 1981. Ian MacGregor - 1980. T. Louis Austin, Jr. - 1979. Nathan M. Newmark - 1978. Robert G. Heitz - 1977. George R. Brown - 1976. Thomas O. Paine - 1975. Manson Benedict - 1974. H. I. Romnes - 1973. Lyman Wilber - 1972. William Webster - 1971. Patrick E. Haggerty - 1970. Glenn B. Warren - 1969. Michael Lawrence Haider - 1968. Igor Ivan Sikorski - 1967. Walker L. Cisler - 1966. Warren K. Lewis - 1965. Frederick Kappel - 1964. Lucius D. Clay - 1963. Hugh L. Dryden - 1962. Crawford H. Greenewalt - 1961. Stephen D. Bechtel - 1960. Gwilyn A. Price - 1959. Mervin J. Kelly | - 1958. John R. Suman - 1957. Ben Moreell - 1956. Philip Sporn - 1955. Harry Alonzo Winne - 1954. William Embry Wrather - 1953. Benjamin F. Fairless - 1952. Ervin George Bailey - 1951. Vannevar Bush - 1950. Walter H. Aldridge - 1949. Charles M. Allen - 1948. Theodore von Karman - 1947. Lewis Warrington Chubb - 1946. Zay Jeffries - 1945. John Lucian Savage - 1944. Charles F. Kettering - 1943. Willis Rodney Whitney - 1942. Everette Lee DeGolyer - 1941. Ralph Budd - 1940. Clarence Floyd Hirshfeld (posmrtno) - 1939. Frank Baldwin Jewett - 1938. Paul Dyer Merica - 1937. Arthur Newell Talbot - 1936. William Frederick Durand - 1935. Frank Julian Sprague (posmrtno) - 1934. John Ripley Freeman (posmrtno) - 1933. Daniel Cowan Jackling - 1932. Mihajlo Idvorski Pupin - 1931. David Watson Taylor - 1930. Ralph Modjeski - 1929. Herbert Clark Hoover - 1928. John Joseph Carty - 1927. Elmer Ambrose Sperry - 1926. Edward Dean Adams - 1925. John Frank Stevens - 1924. Ambrose Swasey - 1923. Guglielmo Marconi - 1922. Charles P. E. Schneider - 1921. Sir Robert Hadfield - 1920. Orville Wright - 1919. Gen. George W. Goethals - 1918. J. Waldo Smith - 1917. Henry Marion Howe - 1916. Elihu Thomson - 1915. James Douglas - 1914. John Edson Sweet - 1913. — - 1912. Robert Woolston Hunt - 1911. Sir William Henry White - 1910. Alfred Noble - 1909. Charles Talbot Porter - 1908. Thomas Alva Edison - 1907. Alexander Graham Bell - 1906. George Westinghouse - 1905. Lord Kelvin - 1904. — - 1903. — - 1902. John Fritz |

## Vanjske poveznice
- (engl.) aaes.org - službene stranice Američkog udruženja inženjerskih društava  Arhivirana inačica izvorne stranice od 13. svibnja 2016. (Wayback Machine)